# Здолбунівський повіт
Здолбунівський повіт (пол. Powiat zdołbunowski) — адміністративно-територіальна одиниця на окупованих Українських землях у складі Волинського воєводства міжвоєнної Польщі.

## Історія
Утворений 1 січня 1925 р. з колишнього Острозького повіту (без  гміни Майків— включена до Рівненського повіту) та  частин Дубенського повіту (ґміни Будераж і Мізоч) і  Рівненського повіту (гміна Здовбиця). Адміністративним центром було місто Здолбунів. А 8 липня того ж року місто було розширено за рахунок вилучення зі сільської гміни Здовбиця села Здолбунів і всієї площі фільварку Здолбунів та включення їх до міської гміни Здолбунів.
Розпорядженням міністра внутрішніх справ 28 березня 1934 р. територія міста Острог розширена шляхом вилучення з сільської ґміни Новомалін поселення «дільниця Кідри» та приєднання його до міста.
У складі повіту були 129 сільських громад — солтиств (солецтв) i 2 міста.
27 листопада 1939 р. включений до новоутвореної Рівненської області. 17 січня 1940 р. повіт ліквідований у зв'язку з переформатуванням на райони:
1. Здолбунівський район з м. Здолбунів і ґміни Здовбиця;
2. Мізоцький район з ґмін Мізоч і Будераж;
3. Острозький район з м. Острог та ґмін Новомалін, Сіяньце і Хорув.

## Географічні дані
Повіт займав східну частину воєводства і межував із заходу з Дубенським, з півночі — з Рівненським, з півдня — Кременецьким повітами, а зі сходу — з СРСР.
Площа повіту становила 1.349 км2, населення було 118,3 тис. осіб (за переписом 1931 року), а густота населення становила 87,7 осіб на 1 км2. Крім української більшості (69,1%) були польська і єврейська меншини.

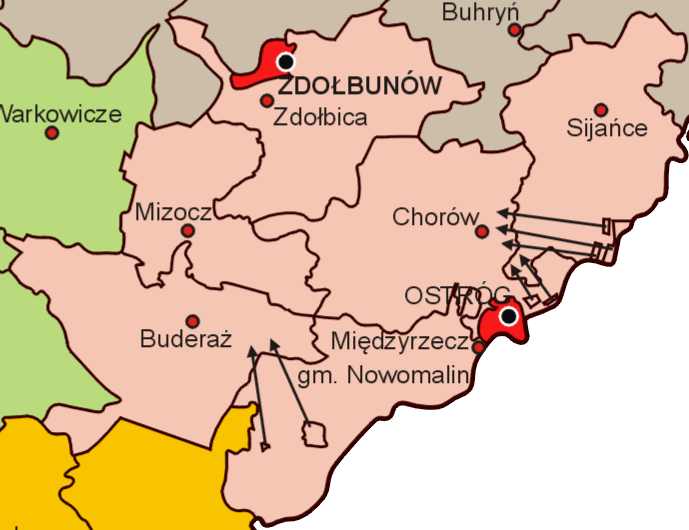
Здолбунівський повіт

## Адміністративний поділ
Міські ґміни:
1. м. Здолбунів
2. м. Острог

Сільські ґміни:
1. Ґміна Будераж
2. Ґміна Здовбиця
3. Ґміна Мізоч
4. Ґміна Новомалін - центр у містечку Межирічі
5. Ґміна Сіяньце
6. Ґміна Хорув